# Az utolsó táncosnő
Az utolsó táncosnő (eredeti címén: The Last Showgirl) 2024-ben bemutatott amerikai filmdráma, amelyet Gia Coppola rendezett. A forgatókönyvet saját színdarabja alapján Kate Gersten készítette. A főbb szerepekben Pamela Anderson, Jamie Lee Curtis, Dave Bautista és Billie Lourd. 2024. szeptember 6-án mutatták be a Torontói Nemzetközi Filmfesztiválon. Az Egyesült Államokban először a Middleburgi Filmfesztiválon vetítették le október 18-án. A nagyközönség 2025. január 10-én tekinthette meg a mozikban. A magyar bemutató dátuma nem ismert.
A produkciót több díjra is jelölték Anderson és Curtis alakításáért, valamint a film betétdaláért, a Beautiful That Way-ért, amit Miley Cyrus énekelt el.

## Cselekmény
Shelly Gardner 57 éves táncosnő, aki 30 éven át egy francia stílusú revüben, a Razzle Dazzle-ben lép fel egy Las Vegas-i kaszinóban. Egy nap a műsor producere, Eddie szomorú hírt közöl. A csökkenő eladások miatt a műsornak le kell húznia a rolót, és egy új, modernebb cirkuszi műsor kerül a helyére. A fiatalabb táncosok, Mary-Anne és Jodie jelentkeznek az új műsor meghallgatásaira, de Shelly viszolyog az új trendtől, és fellengzősnek, alacsony színvonalúnak találja. 
Shelly felkeresi lányát, Hannah-t, aki Arizonában lakik. A lány főiskolás, és korábban a család barátainál élt. A két nő között hamar elmérgesedik a helyzet. Hannah mérges, amiért anyja nyilvánvalóan nem tudja, mi zajlik a lánya életében. Hannah később részt vesz egy Razzle Dazzle előadáson, és anyja szemére veti, hogy a karriert választotta őhelyette. Ezalatt Jodie segítséget kér Shelly-től, mert édesanyja nem hajlandó vele szóba állni. A nő elzavarja, amiért Jodie végül nem segít neki felkészülni a következő előadásra, de véletlenül eltépi a kosztümét, és összeomlik a színpadon.
Eddie és Shelly vacsorázni mennek, ahol megbeszélik a nő jövőjét. Shelly-t frusztrálja, hogy míg neki nincs munkája, addig Eddie producerként az új műsoron dolgozhat. A beszélgetésből kiderül, hogy Hannah a kettejük gyermeke, de sosem mondták el a lánynak. Shelly jó barátnője, Annette, korábbi táncosnő is búcsút mondhat új munkájának, a pincérkedésnek, mikor fiatalabb alkalmazottakat vesznek fel a helyére. Annette segítséget kér Shelly-től, mert minden pénzét eljátszotta, és nincs hol laknia.
Shelly meghallgatásra megy, amelyen Mary-Anne is részt vesz. A meghallgatás nagyon rosszul sikerül, mert Shelly ideges és nem ismeri a modern stílust. A rendező félbeszakítja a nőt, és tehetségtelennek titulálja, aki csak a szépsége miatt lehetett a Razzle Dazzle-ben. Shelly teljesen összetörik, és Mary-Anne siet a vigasztalására kihagyva ezzel a saját meghallgatását. Shelly feldúltan elhajt, és megbántja Mary-Anne-t. A nő végül bocsánatot kér Hannah-tól egy hangüzenetben, és kibékül Jodie-val és Mary-Anne-nel. A Razzle Dazzle utolsó előadásán Shelly elmondja Eddie-nek, hogy Arizonába költözik a lányához, és pincérkedni fog.

## Szereplők
| Szerep           | Színész           | Magyar hangja |
| ---------------- | ----------------- | ------------- |
| Shelly Gardner   | Pamela Anderson   |               |
| Jodie            | Kiernan Shipka    |               |
| Mary-Anne        | Brenda Song       |               |
| Hannah Gardner   | Billie Lourd      |               |
| szereplőválogató | Jason Schwartzman |               |
| Eddie            | Dave Bautista     |               |
| Annette          | Jamie Lee Curtis  |               |

## Fogadtatás

### Kritikai visszhang
A filmet pozitívan fogadták a kritikusok. A Rotten Tomatoeson 83%-os minősítést ért el 227 értékelés alapján, a konszenzus szerint: „Az utolsó táncosnő, amely Pamela Anderson üdítően drámai szerepét mutatja be, kiváló alakításokkal tiszteleg a Las Vegas-i munkásosztály előtt.” Wendy Ide az Observertől azt írta: „Kezdetben csábító, hogy a filmet, akárcsak a főszereplőjét, a kislányos, szuszogó hangú főszereplőt, felszínesnek tartsuk. De van egy zúzós, kumulatív ereje ennek a melankolikus kis dicshimnusznak egy véget érő korszakhoz.” Peter Bradshaw a Guardiantől azt írta: „Meleg és nagyvonalú alakítások viszik Gia Coppola rendező jóindulatú filmjét; valójában ez az a fajta megközelíthető, színészek által vezetett, felnőtteknek szóló dráma, amelyről a szakemberek panaszkodnak, hogy Hollywood már nem gyárt többé.” Kat Sachs a Chicago Readertől azt írta: „Lehet szeretni egy olyan filmet, amit nem igazán szeretsz? Én így érzek Az utolsó táncosnővel kapcsolatban. Remek történet, elképesztő szereposztás (remélhetőleg Pamela Anderson reneszánsza még csak most kezdődött), de a rendezés nem volt valami fényes.”
A Metacriticen 66 pontot ért el a 100-ból 44 vélemény alapján. Maureen Lee Lenker az Entertainment Weekly-n azt írta: „[Coppola] elégiát készít egy másik korszak Vegasáról és az egykor szikrázó álmok megkopott valóságáról.” Robbie Collin a Telegraphtól azt írta: „Magával ragadó, de kiábrándítóan ízléses néznivaló.” Manohla Dargis a New York Timestól azt írta: „A szerény léptékű és laza cselekményű film szokatlanul gyengéd, és ideális eszköze Coppola tehetségének, hogy kifejezze a megfoghatatlant és a múlandót.”

### Bevétel adatai
A Box Office Mojo szerint a film 6,8 millió dolláros bevételt szerzett, a költségvetésről nincs adat.

## Fontosabb díjak és jelölések
| Esemény                      | Díj                                        | Kategória                                            | Eredmény |
| ---------------------------- | ------------------------------------------ | ---------------------------------------------------- | -------- |
| 45. Arany Málna-gála         | Arany Málna-megváltó díj – Pamela Anderson | Arany Málna-megváltó díj – Pamela Anderson           | Elnyerte |
| 78. BAFTA-gála               | BAFTA-díj                                  | Legjobb női mellékszereplő – Jamie Lee Curtis        | Jelölve  |
| 82. Golden Globe-gála        | Golden Globe-díj                           | Legjobb női főszereplő (filmdráma) – Pamela Anderson | Jelölve  |
| 82. Golden Globe-gála        | Golden Globe-díj                           | Legjobb eredeti filmbetétdal – "Beautiful That Way"  | Jelölve  |
| 31. Screen Actors Guild-gála | Screen Actors Guild-díj                    | Legjobb női főszereplő – Pamela Anderson             | Jelölve  |
| 31. Screen Actors Guild-gála | Screen Actors Guild-díj                    | Legjobb női mellékszereplő – Jamie Lee Curtis        | Jelölve  |